# Cochranella litoralis
Espèce
Synonymes
- Centrolene litorale Ruiz-Carranza & Lynch, 1996

Statut de conservation UICN

 VU  : Vulnérable
Cochranella litoralis est une espèce d'amphibiens de la famille des Centrolenidae.

## Répartition
Cette espèce se rencontre de 100 à 150 m d'altitude :
- en Équateur dans la province d'Esmeraldas sur le versant pacifique de la cordillère Occidentale ;
- en Colombie dans le département de Nariño sur le versant pacifique de la cordillère Occidentale.

## Publication originale
- Ruiz-Carranza & Lynch, 1996 : Ranas centrolenidos de Colombia. IX. Dos nuevas especies del suroeste de Colombia. Lozania, vol. 68, p. 1-11.